# Ed Z'berg Sugar Pine Point State Park

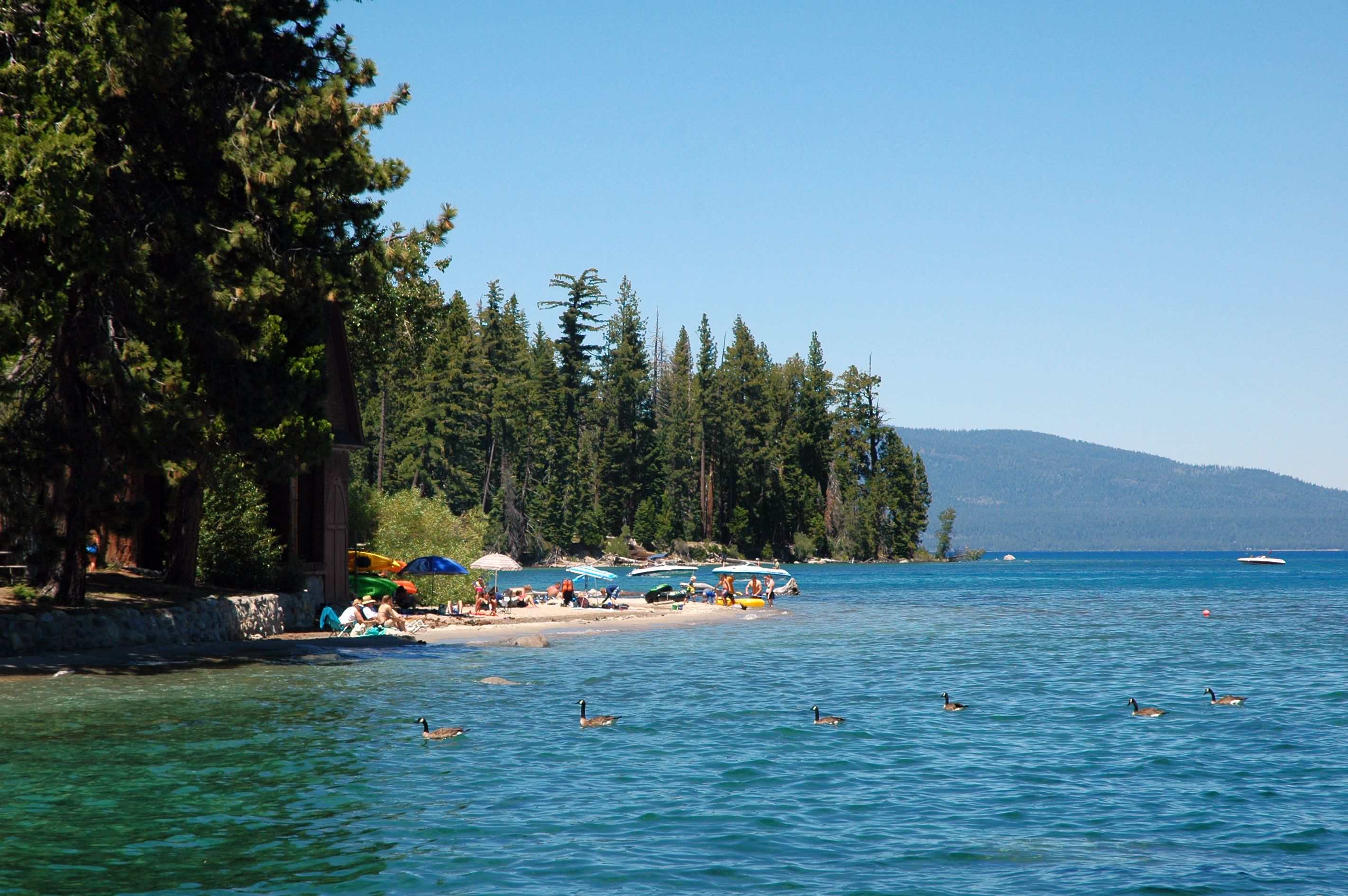
Strand van het Suger Pine Point State Park op de westoever van Lake Tahoe

Het Ed Z'berg Sugar Pine Point State Park is een staatspark in El Dorado County, in de Amerikaanse staat Californië. Het ligt op de westelijke oever van Lake Tahoe, dat een grote toeristische trekpleister is. Het beboste en bergachtige park, met bijna 2 mijl aan oever, beslaat een oppervlakte van 940 hectare. Het ligt ten zuiden van het plaatsje Tahoma en ten noorden van Meeks Bay.

## Geschiedenis

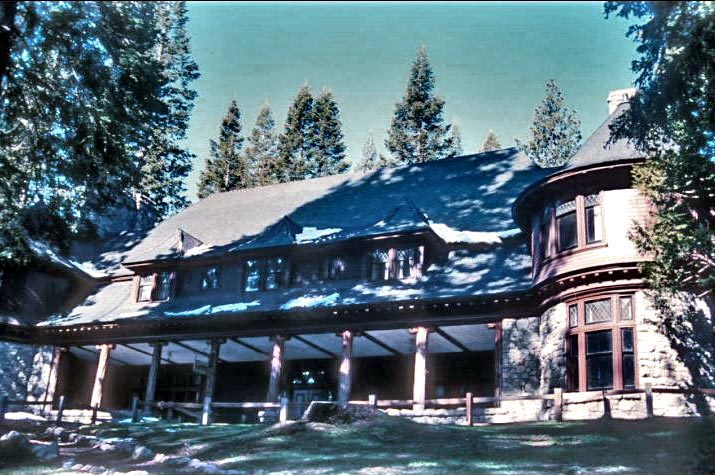
De Hellman-villa

In het staatspark bevindt zich de villa van Isaias W. Hellman, een Duits-Amerikaans bankier, filantroop en de oprichter van de University of Southern California. In 1965 verkocht de familie Hellman het landgoed aan de staat Californië, dat er een staatspark van maakte. De familie doet nog steeds financiële bijdragen om het landhuis te onderhouden. Oorspronkelijk heette het park Sugar Pine Point State Park, maar in 2003 kreeg het zijn huidige naam, een verwijzing naar Edwin L. Z'Berg, een Californisch politicus uit de jaren 70 die zich inzette voor milieuwetgeving en de staatsparken.

## Recreatie
Er is een strand waar gezwommen kan worden. Er zijn wandelpaden en 's winters kan er gelanglauft worden (Suger Pine Point is het enige staatspark aan Tahoe dat ook in de winter geopend is voor recreatie). 's Zomers kan er in het water van de General Creek, die in het staatspark in Lake Tahoe uitmondt, gevist worden.
Een kampeerterrein telt 10 groepsplaatsen en 120 kampeerplaatsen. In het winter en voorjaar zijn daarvan 16 beschikbaar.